# Just A Gigolo (travhäst)

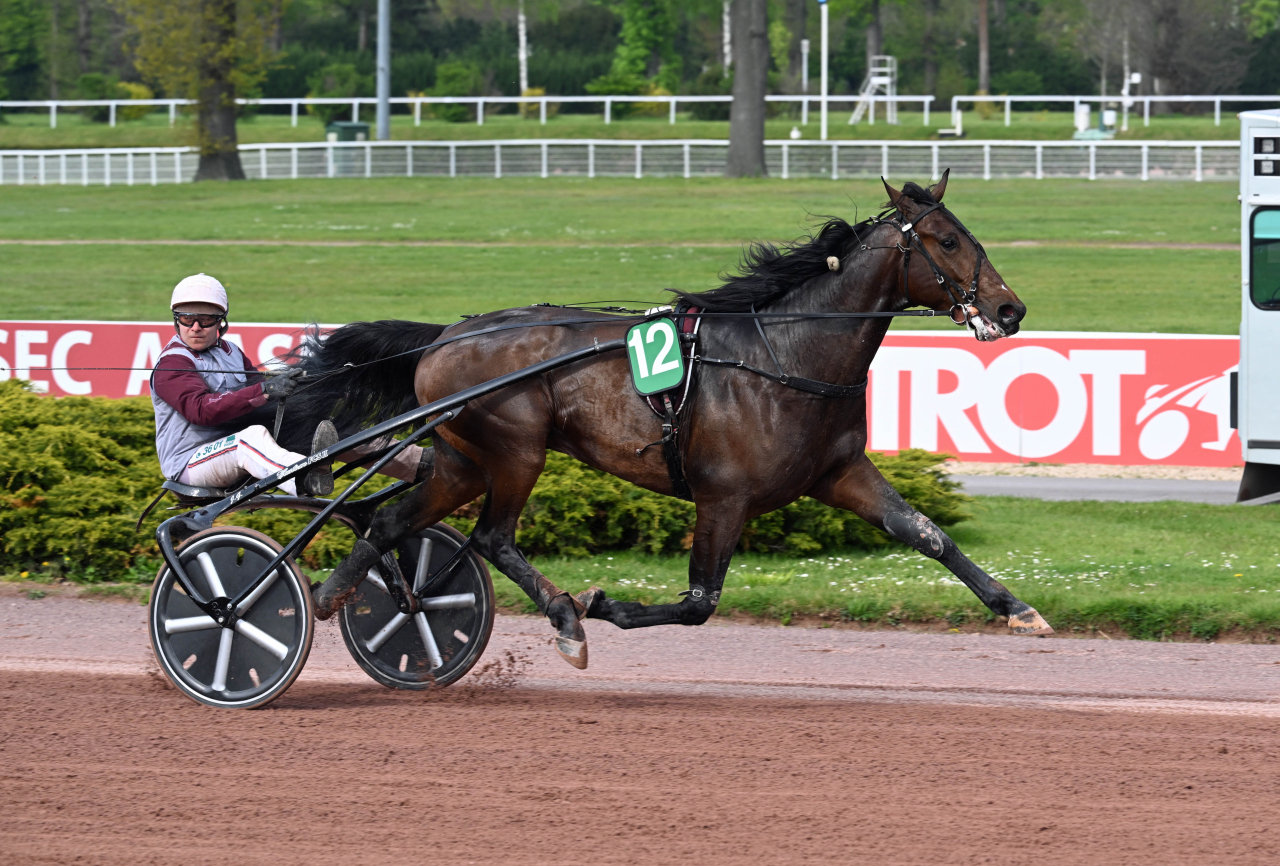
Franck Nivard och Just A Gigolo vid vinsten av Prix de Tonnac-Villeneuve.

Just A Gigolo, född 21 mars 2019, är en fransk varmblodig travhäst. Han tränas av sin ägare Philippe Allaire och körs av Franck Nivard eller David Thomain.
Just a Gigolo började tävla i september 2021 och inledde med fyra raka vinster innan han kom på andraplats i karriärens femte start. Han har hiitills sprungit in 1,2 miljon euro på 43 starter, varav 17 segrar, 5 andraplatser och 3 tredjeplatser. Han har tagit karriärens hittills största seger i Critérium des 3 ans (2022). Han har även segrat i Prix Louis Cauchois (2021), Prix Emmanuel Margouty (2021), Prix Maurice de Gheest (2022), Critérium des Jeunes (2022), Prix Paul Karle (2022), Prix Albert-Viel (2022), Prix Abel Bassigny (2022), Prix Guy Deloison (2022), Prix de l'Étoile (2022), Prix de Tonnac-Villeneuve (2023) och Critérium de vitesse de Basse-Normandie (2024) samt kommit på andra plats i Prix Timoko (2021), Prix Jacques de Vaulogé (2022), Prix Charles Tiercelin (2023), Critérium des 4 ans (2023), Grand Prix l'UET (2023) och på tredjeplats i Europeiskt treåringschampionat (2022) och Prix Guillaume le Conquérant (2023).
Han är halbror med Ici C'est Paris genom stoet Blue Valentine.

## Karriär

### Tiden som unghäst
Just A Gigolo inledde karriären hos sin tränare och ägare Philippe Allaire där han började tävla som tvååring. Debuten skedde den 5 september 2021 på travbanan Alencon där han kördes av Franck Nivard i loppet som vanns på tiden 1'18"6. Franck Nivard blev efter loppet hans ordinarie kusk. Efter vinsten i debuten radade han upp segrar tills han i sin femte start fick se sig besegrad för första gången genom att komma på andra plats, loppet vanns av hästen Juninho Dry. I karriärens sjätte start fick han snabbt revansch genom att vinna det största tvååringsloppet Prix Emmanuel Margouty enkelt. Därefter har han startat i flera stora lopp, bland annat Prix Maurice de Gheest samt det första stora loppet för treåringarna Critérium des Jeunes.
Efter några månaders vila återkom han i loppet Prix Paul Karle som han vann, hans andra start efter uppehållet var i Prix Kalmia där han slutade på sjundeplats. Därefter startade han i Prix Albert-Viel som vanns med kusken David Thomain i sulkyn. Nästa start blev i loppet Prix de Berlin som han vann på ett övertygande sätt. Sedan var det dags att ladda upp inför säsongens största mål Critérium des 3 ans, där han startade i båda uttagningsloppen, Prix Abel Bassigny som han vann, och i Prix Jacques de Vaulogé där han kom på andra plats. I Critérium des 3 ans visade han ännu en gång att han var bäst och årskullens kung genom att vinna loppet. Efter hans sensationella vinst i treåringskriteriet följde han upp med att vinna Prix Guy Deloison över en vasst avslutande Juninho Dry. Några veckor senare startade han i loppet Prix de l'Étoile som han vann med ett huvudlängd, i och med vinsten tog han sin fjärde Grupp 1-loppsseger under sin treåringsäsong.

### Fyraåringsäsongen
Han inledde sin fyraåringsäsong genom att komma på andraplats i Prix Charles Tiercelin bakom vinnande Don't Say Gar och Alessandro Gocciadoro. Efter att inlett sin fyraåringsäsong med en andraplats så var han tillbaka som en vinnare i sin andra start för säsongen då han vann loppet Prix de Tonnac-Villeneuve. Därefter startade han i Prix Guillaume le Conquérant där han slutade på tredjeplats efter att ha fått försvara ledningen i loppet flera gånger för att sedan tröttna på upploppet. Sedan var det dax för att starta i Prix Jules Thibault, väl i loppet slutar han på en fjärdeplats efter att ha körts först i andraspår hela loppet, loppet vanns sedermera av hästen Jushua Tree körd av Jean-Michel Bazire.

## Statistik
| Statistik för Just A Gigolo (Ref.) | Statistik för Just A Gigolo (Ref.) | Statistik för Just A Gigolo (Ref.) | Statistik för Just A Gigolo (Ref.) | Statistik för Just A Gigolo (Ref.) | Statistik för Just A Gigolo (Ref.) |
| ---------------------------------- | ---------------------------------- | ---------------------------------- | ---------------------------------- | ---------------------------------- | ---------------------------------- |
| Starter                            | Placeringar                        | Startprissumma                     | Segerprocent                       | Platsprocent                       | Rekord                             |
| 43                                 | 17-5-3                             | 1 230 831 euro                     | 40 %                               | 58 %                               | 1.09,5ak,                          |

### Större segrar
| År   | Lopp                                    | Kusk          | Vinstbelopp | Grupp   |
| ---- | --------------------------------------- | ------------- | ----------- | ------- |
| 2021 | Prix Louis Cauchois                     | Franck Nivard | 24 300 EUR  | Grupp 3 |
| 2021 | Prix Emmanuel Margouty                  | Franck Nivard | 54 000 EUR  | Grupp 2 |
| 2022 | Prix Maurice de Gheest                  | Franck Nivard | 54 000 EUR  | Grupp 2 |
| 2022 | Critérium des Jeunes                    | Franck Nivard | 90 000 EUR  | Grupp 1 |
| 2022 | Prix Paul Karle                         | Franck Nivard | 54 000 EUR  | Grupp 2 |
| 2022 | Prix Albert-Viel                        | David Thomain | 90 000 EUR  | Grupp 1 |
| 2022 | Prix de Berlin                          | Franck Nivard | 40 500 EUR  | Grupp 3 |
| 2022 | Prix Abel Bassigny                      | Franck Nivard | 54 000 EUR  | Grupp 2 |
| 2022 | Critérium des 3 ans                     | Franck Nivard | 135 000 EUR | Grupp 1 |
| 2022 | Prix Guy Deloison                       | Franck Nivard | 54 000 EUR  | Grupp 2 |
| 2022 | Prix de l'Étoile                        | Franck Nivard | 90 000 EUR  | Grupp 1 |
| 2023 | Prix de Tonnac-Villeneuve               | Franck Nivard | 54 000 EUR  | Grupp 2 |
| 2024 | Critérium de vitesse de Basse-Normandie | David Thomain | 54 000 EUR  | Grupp 2 |

### Starter
| #  | Datum             | Lopp                                    | Bana            | Kusk               | Tid     | Distans | Plac. | Vinstbelopp      |
| -- | ----------------- | --------------------------------------- | --------------- | ------------------ | ------- | ------- | ----- | ---------------- |
| -  | 12 maj 2021       | Kvallopp                                | Caen            | Franck Nivard      | 1.18,0a | 2 140 m | gdk   | 0 euro           |
| 1  | 5 september 2021  | Prix des Colombiers de France           | Alencone        | Franck Nivard      | 1.17,6a | 2675 m  | 1     | 4 500 euro       |
| 2  | 14 september 2021 | Prix Erato                              | Vincennes       | Franck Nivard      | 1.17,2a | 2 200 m | 1     | 12 150 euro      |
| 3  | 12 oktober 2021   | Prix Phaedra                            | Vincennes       | Franck Nivard      | 1.15,4a | 2 175 m | 1     | 19 800 euro      |
| 4  | 29 oktober 2021   | Prix Louis Cauchois                     | Vincennes       | Franck Nivard      | 1.16,4a | 2 200 m | 1     | 24 300 euro      |
| 5  | 5 december 2021   | Prix Timoko                             | Vincennes       | Franck Nivard      | 1.15,5a | 2 200 m | 2     | 15 000 euro      |
| 6  | 25 december 2021  | Prix Emmanuel Margouty                  | Vincennes       | Franck Nivard      | 1.14,0a | 2 175 m | 1     | 45 000 euro      |
| 7  | 9 januari 2022    | Prix Maurice de Gheest                  | Vincennes       | Franck Nivard      | 1.14,9a | 2 700 m | 1     | 54 000 euro      |
| 8  | 22 januari 2022   | Prix Paul-Viel                          | Vincennes       | Franck Nivard      | Da      | 2 700 m | Da    | 0 euro           |
| 9  | 20 februari 2022  | Critérium des Jeunes                    | Vincennes       | Franck Nivard      | 1.14,5a | 2 700 m | 1     | 90 000 euro      |
| 10 | 13 maj 2022       | Prix Paul Karle                         | Vincennes       | Franck Nivard      | 1.14,0a | 2 700 m | 1     | 54 000 euro      |
| 11 | 31 maj 2022       | Prix Kalmia                             | Vincennes       | Franck Nivard      | 1.12,5a | 2 175 m | 7     | 1 200 euro       |
| 12 | 26 juni 2022      | Prix Albert-Viel                        | Vincennes       | David Thomain      | 1.13,2a | 2 700 m | 1     | 90 000 euro      |
| 13 | 6 augusti 2022    | Prix de Berlin                          | Enghien         | Franck Nivard      | 1.14,0a | 2 875 m | 1     | 40 500 euro      |
| 14 | 20 augusti 2022   | Prix Abel Bassigny                      | Vincennes       | Franck Nivard      | 1.12,3a | 2 175 m | 1     | 54 000 euro      |
| 15 | 3 september 2022  | Prix Jacques de Vaulogé                 | Vincennes       | Franck Nivard      | 1.14,6a | 2 700 m | 2     | 30 000 euro      |
| 16 | 18 september 2022 | Critérium des 3 ans                     | Vincennes       | Franck Nivard      | 1.13,1a | 2 700 m | 1     | 135 000 euro     |
| 17 | 14 oktober 2022   | Europeiskt treåringschampionat          | Vincennes       | Franck Nivard      | 1.11,6a | 2 100 m | 3     | 14 000 euro      |
| 18 | 20 november 2022  | Prix Guy Deloison                       | Vincennes       | Franck Nivard      | 1.13,4a | 2 700 m | 1     | 54 000 euro      |
| 19 | 11 december 2022  | Prix de l'Étoile                        | Vincennes       | Franck Nivard      | 1.12,9a | 2 100 m | 1     | 90 000 euro      |
| 20 | 8 januari 2023    | Prix Charles Tiercelin                  | Vincennes       | Franck Nivard      | 1.14,0a | 2 700 m | 2     | 30 000 euro      |
| 21 | 22 april 2023     | Prix de Tonnac-Villeneuve               | Enghien         | Franck Nivard      | 1.15,0a | 2 875 m | 1     | 54 000 euro      |
| 22 | 13 maj 2023       | Prix Guillaume le Conquérant            | Caen            | Franck Nivard      | 1.12,3a | 2 450 m | 3     | 11 200 euro      |
| 23 | 10 juni 2023      | Prix Jules Thibault                     | Vincennes       | Franck Nivard      | 1.12,9a | 2 700 m | 4     | 9 600 euro       |
| 24 | 5 augusti 2023    | Prix de Geneve                          | Enghien         | Franck Nivard      | 1.13,6a | 2 875 m | 7     | 900 euro         |
| 25 | 19 augusti 2023   | Prix Phaeton                            | Vincennes       | Franck Nivard      | Da      | 2 175 m | Da    | 0 euro           |
| 26 | 2 september 2023  | Prix Gaston Brunet                      | Vincennes       | Franck Nivard      | 1.12,6a | 2 700 m | 6     | 2 400 euro       |
| 27 | 17 september 2023 | Critérium des 4 ans                     | Vincennes       | Franck Nivard      | 1.12,3a | 2 850 m | 2     | 75 000 euro      |
| 28 | 29 september 2023 | Grand Prix l'UET, uttagningslopp        | Vincennes       | Franck Nivard      | 1.11,4a | 2 100 m | 1     | 30 000 euro      |
| 29 | 14 oktober 2023   | Grand Prix l'UET, final                 | Solvalla        | Franck Nivard      | 1.11,5a | 2 140 m | 2     | 1 200 000 kronor |
| 30 | 9 november 2023   | Prix Marcel Laurent                     | Vincennes       | Franck Nivard      | 1.11,2a | 2 100 m | 4     | 9 600 euro       |
| 31 | 24 december 2023  | Critérium Continental                   | Vincennes       | Franck Nivard      | 1.11,3a | 2 100 m | 0     | 0 euro           |
| 32 | 13 januari 2024   | Prix de Croix                           | Vincennes       | Franck Nivard      | 1.13,2a | 2 850 m | 6     | 2 400 euro       |
| 33 | 27 januari 2024   | Prix Bold Eagle                         | Vincennes       | Franck Nivard      | Da      | 2 700 m | Da    | 0 euro           |
| 34 | 4 maj 2024        | Prix Albert Demarcq                     | Vincennes       | Gabriele Gelormini | Da      | 2 850 m | Da    | 0 euro           |
| 35 | 25 maj 2024       | Sweden Cup, försök                      | Solvalla        | Gabriele Gelormini | 1.09,5a | 1 640 m | 3     | 29 000 kronor    |
| 36 | 25 maj 2024       | Sweden Cup, final                       | Solvalla        | Gabriele Gelormini | 1.10,4a | 1 640 m | 0     | 1 500 kronor     |
| 37 | 8 juni 2024       | Prix Jean Le Gonidec                    | Vincennes       | David Thomain      | 1.10,8a | 2 175 m | 6     | 2 400 euro       |
| 38 | 13 juli 2024      | Prix de Washington                      | Enghien         | David Thomain      | 1.09,9a | 1 609 m | 5     | 6 000 euro       |
| 39 | 27 juli 2024      | Prix Jean-Luc Lagardère                 | Enghien         | David Thomain      | 1.12,8a | 2 875 m | 6     | 3 000 euro       |
| 40 | 10 augusti 2024   | Critérium de vitesse de Basse-Normandie | Argentan        | David Thomain      | 1.10,6a | 1 609 m | 1     | 54 000 euro      |
| 41 | 31 augusti 2024   | Prix Jockey                             | Vincennes       | David Thomain      | 1.12,6a | 2 700 m | 8     | 0 euro           |
| 42 | 14 september 2024 | Critérium des 5 ans                     | Vincennes       | David Thomain      | 1.12,2a | 3 000 m | 8     | 0 euro           |
| 43 | 2 oktober 2024    | Grand Prix Anjou-Maine                  | Meslay-du-Maine | Benjamin Rochard   | 1.11,8a | 2 900 m | 8     | 0 euro           |

## Stamtavla
| Efter Boccador de Simm | Rieussec         | Goetmals Wood   | And Arifant        |
| Efter Boccador de Simm | Rieussec         | Goetmals Wood   | Tahitienne         |
| Efter Boccador de Simm | Rieussec         | Ironie Jet      | Coktail Jet        |
| Efter Boccador de Simm | Rieussec         | Ironie Jet      | Eriphyle           |
| Efter Boccador de Simm | Poupee Charmeuse | Hetre Vert      | Sabi Pas           |
| Efter Boccador de Simm | Poupee Charmeuse | Hetre Vert      | Varte Campagne     |
| Efter Boccador de Simm | Poupee Charmeuse | Erika Charmeuse | Pelops             |
| Efter Boccador de Simm | Poupee Charmeuse | Erika Charmeuse | Toute Charmeuse    |
| Undan Blue Valentine   | Ready Cash       | Indy de Vive    | Viking's Way       |
| Undan Blue Valentine   | Ready Cash       | Indy de Vive    | Tekiflore          |
| Undan Blue Valentine   | Ready Cash       | Kidea           | Extreme Dream      |
| Undan Blue Valentine   | Ready Cash       | Kidea           | Duceanide du Lilas |
| Undan Blue Valentine   | Sexy Perle       | Love You        | Coktail Jet        |
| Undan Blue Valentine   | Sexy Perle       | Love You        | Guility of Love    |
| Undan Blue Valentine   | Sexy Perle       | Fine Perle      | Marpheulin         |
| Undan Blue Valentine   | Sexy Perle       | Fine Perle      | Altissima          |